# نصرت يلدرم
نصرت يلدرم (بالتركية: Nusret Yıldırım)‏ مواليد 27 أبريل 1989 في إسطنبول، تركيا، هو لاعب كرة سلة تركي. بدأ مسيرته الاحترافية في سنة 2007. يلعب مع بانفيت لكرة السلة في الدوري التركي لكرة السلة. يحمل الرقم 21. يبلغ طوله 6 قدم 8 بوصة (2.0 م).

## المسيرة الاحترافية
لعب مع غلطة سراي لكرة السلة في الدوري التركي في موسم 2007–2008، ثم لعب مع إسطنبول سبور في موسم 2010–2011، ثم لعب مع إردميرسبور من سنة 2011 إلى 2013، ثم لعب مع طرابزون سبور لكرة السلة في الدوري التركي في موسم 2014–2015، ثم لعب مع بانفيت لكرة السلة في سنة 2015.

## روابط خارجية
- نصرت يلدرم على موقع الدوري الأوروبي لكرة السلة (الإنجليزية)
- نصرت يلدرم على موقع كرة السلة الأوروبية.كوم (الإنجليزية)
- نصرت يلدرم على موقع ريلجم (الإنجليزية)
- نصرت يلدرم على موقع بروبوليرز (الإنجليزية)
- نصرت يلدرم على موقع سبورتس رفرنس (الإنجليزية)